# La Paz (departement van Bolivia)
La Paz is een van de departementen van Bolivia, het heeft een oppervlakte van 133.985 km² en
2.706.359 inwoners (2012). In de hoofdstad van het departement, La Paz, resideert de regering van Bolivia. De titulaire hoofdstad van het land is echter Sucre.
Het departement ligt in het noordwesten van Bolivia, ten noorden ligt het departement Pando, in het oosten Beni en Cochabamba, zuidelijk Oruro en in het westen de landen Chili en Peru.
In het departement is de Andes verdeeld in twee bergketens, de Cordillera Real (of Cordillera Oriental) en de Cordillera Occidental. Tussen deze twee bergketens bevindt zich een plateauland, het Hoogland van Bolivia.
Populaire bestemmingen in het gebied zijn:
- Titicacameer, het hoogstgelegen bevaarbare meer ter wereld.
- Isla del Sol, een eiland in het Titicacameer, volgens de Inca's het geboorte-eiland van de zon.
- Tiwanaku, de oude hoofdstad van het zuidelijke incarijk.

## Bestuurlijke indeling
Het departement is verdeeld in 20 provincies. Achter elke provincie wordt de hoofdplaats genoemd.
| Nr.                                     | Provincie             | Inwoners  | Oppervlakte | Gemeenten | Hoofdplaats            | Inwoners |
| --------------------------------------- | --------------------- | --------- | ----------- | --------- | ---------------------- | -------- |
| 1                                       | Abel Iturralde        | 18.073    | 42.815 km²  | 2         | Ixiamas                | 17.570   |
| 2                                       | Aroma                 | 97.364    | 4.510 km²   | 7         | Villa Aroma            | 31.312   |
| 3                                       | Bautista Saavedra     | 16.308    | 2.525 km²   | 2         | Charazani              | 501      |
| 4                                       | Caranavi              | 59.365    | 3.400 km²   | 2         | Caranavi               | 48.513   |
| 5                                       | Eliodoro Camacho      | 53.747    | 2.080 km²   | 5         | Puerto Acosta          | 1.123    |
| 6                                       | Franz Tamayo          | 26.997    | 15.900 km²  | 2         | Apolo                  | 20.308   |
| 7                                       | Gualberto Villarroel  | 17.782    | 1.935 km²   | 3         | San Pedro de Curahuara | 8.858    |
| 8                                       | Ingavi                | 134.535   | 5.410 km²   | 7         | Viacha                 | 80.724   |
| 9                                       | Inquisivi             | 66.346    | 6.430 km²   | 6         | Inquisivi              | 14.566   |
| 10                                      | José Manuel Pando     | 7.381     | 1.976 km²   | 2         | Santiago de Machaca    | 4.593    |
| 11                                      | Larecaja              | 86.481    | 8.110 km²   | 8         | Sorata                 | 23.512   |
| 12                                      | Loayza                | 47.295    | 3.370 km²   | 5         | Luribay                | 11.139   |
| 13                                      | Los Andes             | 77.579    | 1.658 km²   | 4         | Pucarani               | 29.379   |
| 14                                      | Manco Kapac           | 27.154    | 367 km²     | 3         | Copacabana             | 14.931   |
| 15                                      | Muñecas               | 25.193    | 4.965 km²   | 3         | Chuma                  | 12.662   |
| 16                                      | Nor Yungas            | 36.983    | 1.720 km²   | 2         | Coroico                | 19.397   |
| 17                                      | Omasuyos              | 84.484    | 2.065 km²   | 6         | Achacachi              | 8.857    |
| 18                                      | Pacajes               | 55.180    | 10.584 km²  | 8         | Coro Coro              | 10.647   |
| 19                                      | Pedro Domingo Murillo | 1.663.099 | 4.705 km²   | 5         | La Paz                 | 755.732  |
| 20                                      | Sud Yungas            | 105.013   | 5.770 km²   | 5         | Chulumani              | 13.204   |
| Bron: Inwoners van de provincies (2012) |                       |           |             |           |                        |          |

| Detailkaart |
| ----------- |
|             |
| Provincies  |